# Семь великих домов Парфии
Семь великих родов (домов) Парфии, также Семь великих домов Ирана (также часто используется — Семь кланов Парфии) — семь парфянских феодальных аристократических родов, возвысившихся при Аршакидах.
Только два из семи домов — дом Сурен и дом Карен (Карен) упоминаются в источниках периода Аршакидов. Судьба остальных пяти родов прослеживается слабо, тем не менее известно, что некоторые из них, в частности род Михрана, нередко находились в оппозиции к Сасанидам, пытаясь восстановить на престоле династию Аршакидов, (например при Бахраме Чубине). Также известно, что дом Сохай пресёкся ещё при Аршакидах (предположительно при Фраате II) и шахиншах передал их титул и владения их туранским родственникам — Спендиадам.
После падения Аршакидов, ставшего результатом не только восстания сасанида Ардашира, но и отказа парфянских родов от поддержки самих Аршакидов в силу неспособности царей из этой династии навести хоть какой-нибудь порядок в Парфянском царстве, только три рода сохранили своё положение в Сасанидском Иране и сопредельных странах, при этом став во многом опорой самих Сасанидов. Род Сурен, ставший опорой Сасанидов в Иране, род Михран в Кавказской Албании, род Карен в Армении.
Семь домов, а также соответствующие основные владения следующие:
- Дом Аспахапет, из Апартватицены (Йезд)
- Дом Дахай, из Астабены (Кучан)
- Дом Карен, из Гиркании (Горган)
- Дом Михран, из Комизены (Семнан)
- Дом Парни, из Парфены (Партаунис)
- Дом Сохай, из Маргианы (Мерв)
- Дом Сурен, из Сакастана (Систан)